# Miriam Moreira Leite
Miriam Lifchitz Moreira Leite (Santos, 17 de maio de 1926 — 17 de fevereiro de 2013) foi uma socióloga, pesquisadora, professora universitária e escritora brasileira, vencedora do Prêmio Jabuti.
Miriam foi das primeiras intelectuais em São Paulo a se envolver na luta pelos direitos das mulheres. 

## Biografia
Nascida em Santos, em 1926, Miriam ingressou no curso de Ciências Sociais e História, pela Universidade de São Paulo, em 1944. Realizou estágio de pós-doutorado pela Eastman Foundation KODAK, sendo uma das fundadoras do NEMGE – Núcleo de Estudos e Pesquisa sobre a Mulher, em 1985, e desde 1998 participava do GRAVI – Grupo de AntropologiaVisual (LISA – USP).
Foi casada com Dante Moreira Leite, com quem teve dois filhos. Miriam se graduou no curso de Ciências Sociais e História da Universidade de São Paulo (FFLCH/USP) e fez seu pós-doutorado pela Eastman Foundation.
Miriam foi a principal pesquisadora da obra de Maria Lacerda de Moura, analisando inclusive suas caixas e álbuns de fotografias pessoais, e publicou o estudo biográfico “Outra face do feminismo: Maria Lacerda de Moura”. Continuou a realizar a pesquisa historiográfica sobre Maria Lacerda, e publicou "Maria Lacerda de Moura, uma feminista utópica" em 2005.
Em 1993, publicou "Retratos de Família", livro onde analisa as fotografias familiares de imigrantes que vieram a São Paulo entre 1890 e 1930. Sendo esta sua obra mais lida e premiada, com a qual venceu o Prêmio Jabuti.

## Obras
- LEITE, Miriam L. M. (2005). Maria Lacerda De Moura - Uma Feminista Utópica. Brasil: MULHERES. 366 páginas. ISBN 978-8575780930
- LEITE, Miriam L. M. (2001). Retratos de Família. Leitura da Fotografia Histórica 3ª ed. São Paulo: EDUSP. 196 páginas. ISBN 978-8531401664
- LEITE, Miriam L. M. (1997). Livros De Viagem (1803-1900). Rio de Janeiro: UFRJ. 263 páginas. ISBN 978-8571081734

## Prêmios
- 1994 — Vencedora na categoria Estudos Literários (Ensaios) do 36º Prêmio Jabuti, com a obra Retratos de Família[5][6]